# Phonothèque nationale suisse
La Phonothèque nationale suisse (en suisse allemand Schweizerische Nationalphonothek, en italien Fonoteca nazionale svizzera, en romanche Fonoteca naziunala svizra) est une section de la Bibliothèque nationale suisse, située à Lugano. Sa mission est de collectionner, de cataloguer et de mettre à disposition du public des documents sonores qui ont une relation avec l'histoire et la culture suisse (musique ou parlé). Elle remplit ainsi avec les enregistrements sonores un rôle analogue à celui de la Bibliothèque nationale avec les écrits.

## Histoire
La Phonothèque nationale a été fondée en 1987 par les organisations suivantes, sous la forme d’une fondation de droit privé : le canton du Tessin, la ville de Lugano, la Société suisse de radiodiffusion et télévision (SSR), la Société suisse pour les droits des auteurs d'œuvres musicales (SUISA), la Coopérative suisse des artistes interprètes (SIG) et la branche suisse de la Fédération internationale de l'Industrie phonographique (IFPI).
D’autres membres se sont ajoutés : Memoriav, Swissperform (société des droits voisins en Suisse et dans la Principauté de Liechtenstein) et le Département fédéral de l'intérieur (DFI).
La fondation a été dissoute au premier janvier 2016 et intégrée à l'Office fédéral de la culture comme « Section Phonothèque nationale suisse » de la Bibliothèque nationale.

## Collections
La Phonothèque nationale collectionne les documents sonores suivants :
- des œuvres de compositeurs et d’auteurs suisses ;
- des enregistrements d’interprètes suisses ;
- des documents sonores publiés par des sociétés suisses.

L'activité de récolte a débuté en  1986. Grâce à l’acquisition de collections existantes et à des legs, de nombreux documents sonores sont disponibles qui remontent plus loin dans le temps.
On peut trouver dans les collections actuelles :
- des produits de l’industrie du disque
- des disques offerts par les éditeurs, producteurs, auteurs et interprètes (il n’existe pas en Suisse de dépôt légal pour les documents sonores publiés)
- des enregistrements d’émissions de radio historiques (de 1932 à 1955 environ)
- des documents sonores issus de la recherche scientifique : linguistique, histoire orale, ethnographie, anthropologie
- des dépôts de la SUISA (dont les droits sont gérés par la SUISA)
- des anciens stocks de supports sonores de la Bibliothèque nationale
- des fonds laissés par diverses personnes et institutions
- des livres audios

L’état des collections est consultables via un catalogue accessible en ligne. Aucun document sonore ne peut être prêté. Leur utilisation est généralement possible sur place, où de nombreuses stations de travail donnent un accès aux enregistrements (via Intranet).

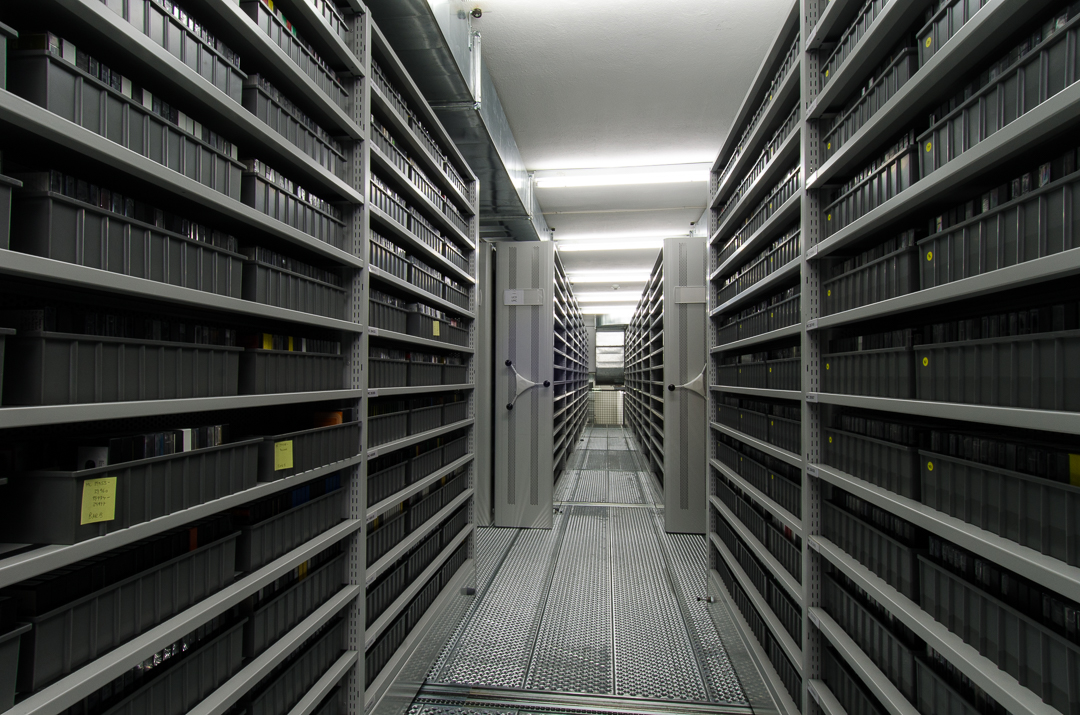
L'archive physique
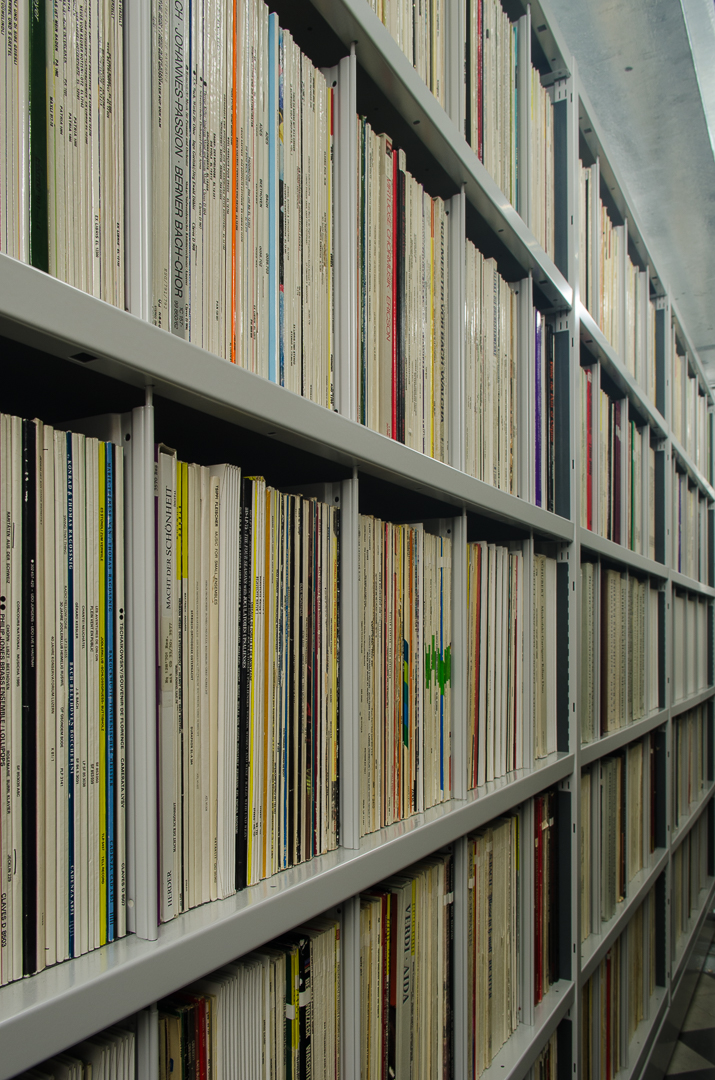
LP
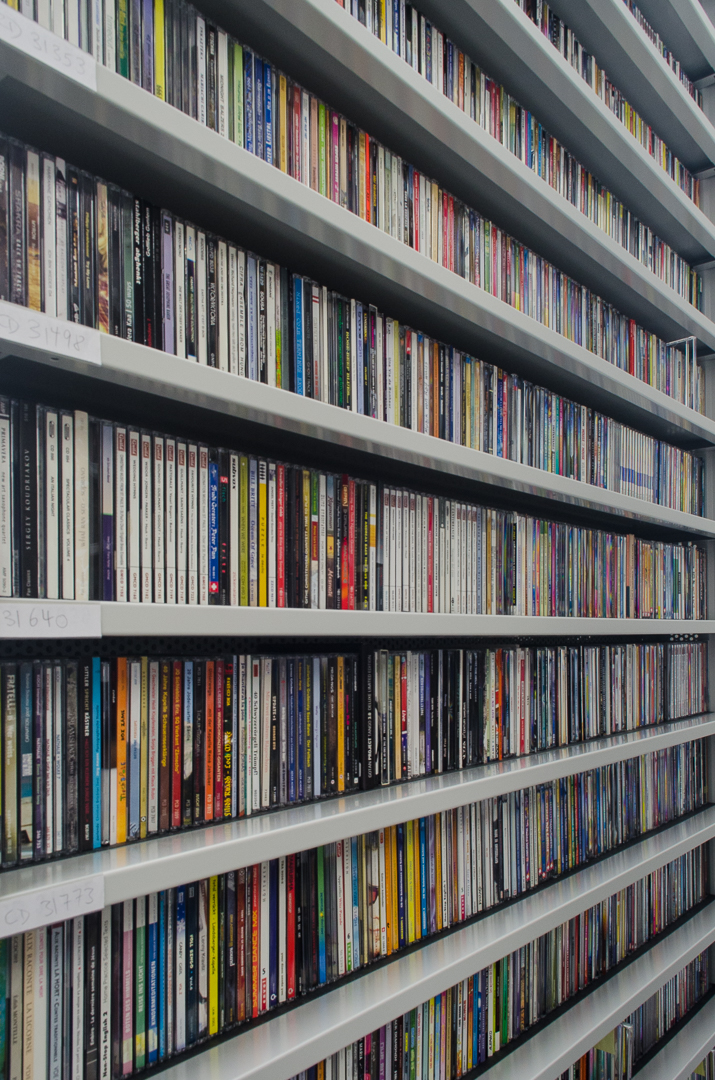
CD
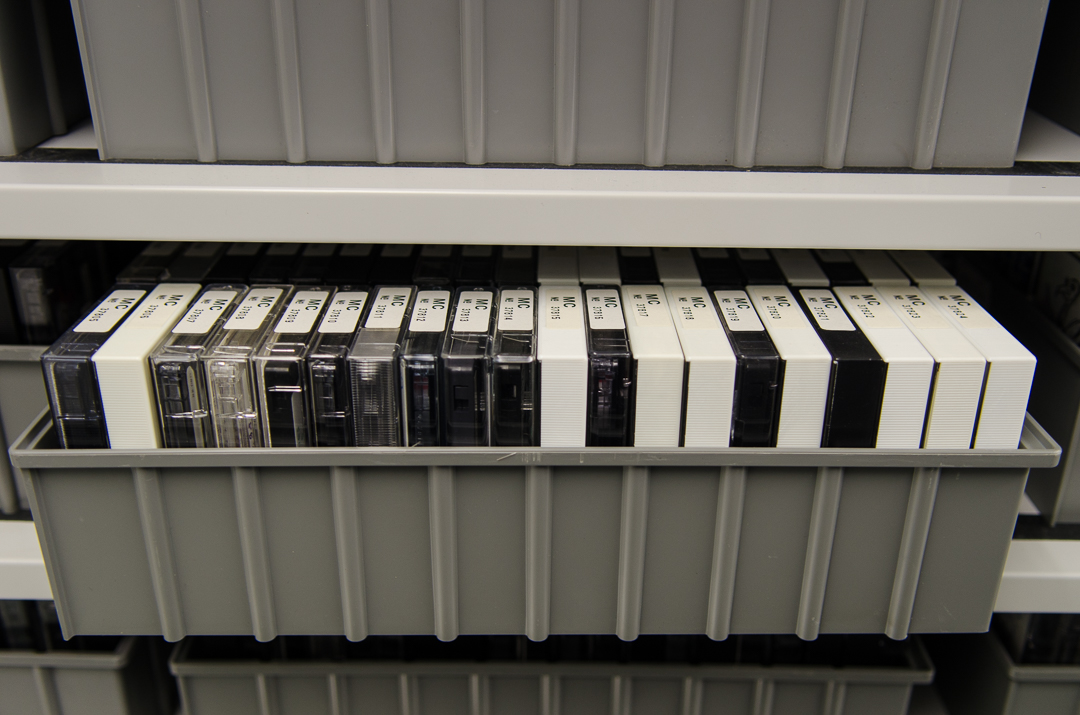
MC
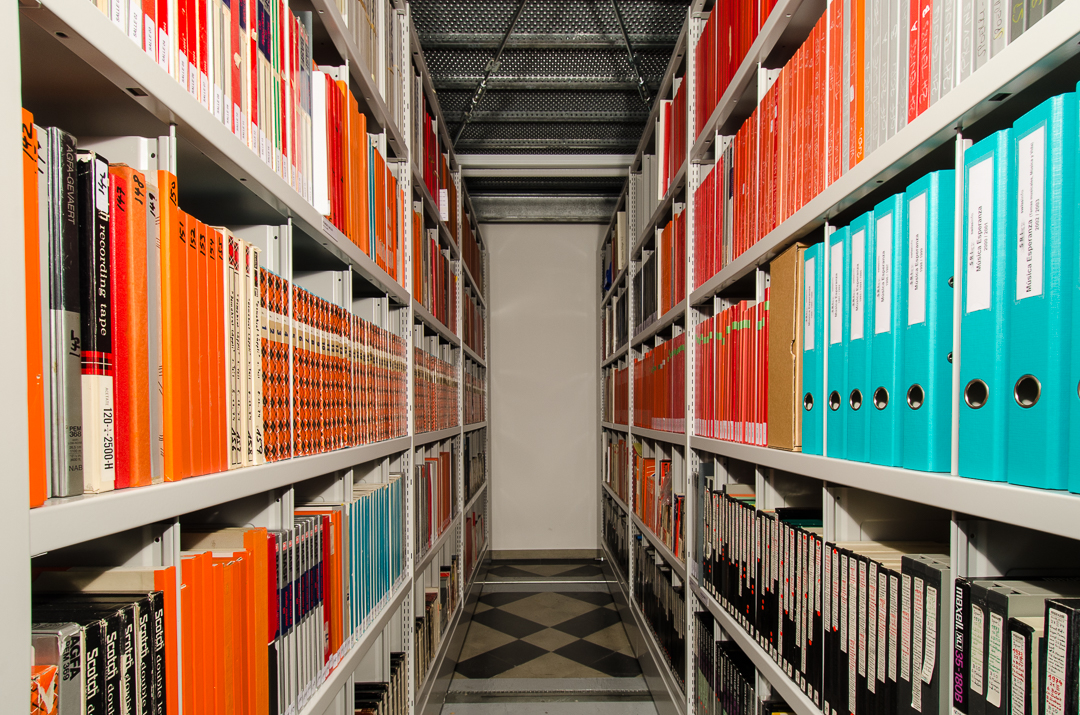
Bandes sonores (à gauche)

## Conservation et restauration
La conservation et la restauration sont des activités importantes de la phonothèque nationale suisse. En effet, les supports d'enregistrement posent des problèmes de conservation spécifiques liés à leur variété, mais aussi à leur instabilité physique ou chimique ou aux contaminations organiques,.
La phonothèque nationale suisse conserve des enregistrements originaux sur cylindres de cire, fils métalliques magnétisés, disques de cire, gomme-laque ou vinyle, bandes magnétiques, cassettes audio, disques compacts, mini-discs, VHS, mais également sur des supports plus rares ayant eu une production et une durée de commercialisation limitée, comme le tefiphon ou le dimaphon,. Ces supports sont archivés dans un dépôt climatisé fournissant des conditions optimales : 19 °C et 40 % d'humidité, avec un air filtré destiné à éviter les substances de contamination atmosphériques. Le dépôt est également exempt de tout champ magnétique. Les différents supports sont régulièrement entretenus, nettoyés ou restaurés de façon à préserver les données sonores qu'ils contiennent. 
Pour chaque format, il est nécessaire de conserver également l'appareil susceptible de le lire. La phonothèque possède de ce fait une vaste collection de machines de lecture, qui sont régulièrement réparées et entretenues par les techniciens qualifiés de la phonothèque de façon à rester fonctionnelles,.  
La phonothèque nationale suisse réalise également des copies des enregistrements qui se trouvent sur des supports précaires, soit en raison de leur vétusté, soit par leur nature instable. La priorité est actuellement donnée aux supports les plus précaires ; à terme, il est envisagé d'effectuer une copie de sécurité de chaque enregistrement original. Les copies sont conservées dans un endroit séparé. Jusqu'en 2005, les copies de sécurité sont réalisées sur cassettes DAT. En raison de la fin de la commercialisation de ce format et des outils nécessaires pour le lire, la phonothèque passe à un système de stockage de masse sous forme de fichier numérique qui permet à la fois une conservation plus pérenne des informations et leur mise à disposition plus aisée pour les utilisateurs.  
La phonothèque nationale suisse est équipée de deux studios de restauration entièrement équipés, et emploie deux techniciens qualifiés, l'un spécialisé dans la restauration des supports magnétiques, l'autre dans celle des supports gravés. La restauration a uniquement pour objet le son et non le support qui le contient : il s'agit d'éliminer les dérangements sonores liés à la dégradation du support. Après numérisation à haute définition du son enregistré pour le support, celui-ci est traité de façon semi-automatique ou manuelle de façon à supprimer le bruit de l'enregistrement et en améliorer la qualité. L'objectif de la restauration est exclusivement la reconstruction du son le plus fidèle possible à celui de l'enregistrement original.  
La phonothèque nationale suisse dispose d'un système unique au monde destiné à sauver le son des disques dégradés par le temps ou les mauvaises manipulations. Développé à partir de 1999 en partenariat avec la Haute école d'ingénierie et d'architecture de Fribourg, le système VisualAudio consiste à photographier en haute résolution le disque brisé, puis à scanner cette photo grâce à un scanner circulaire, et enfin à extraire et reconstruire le son à partir de l'image obtenue à l'aide de divers algorithmes,.  

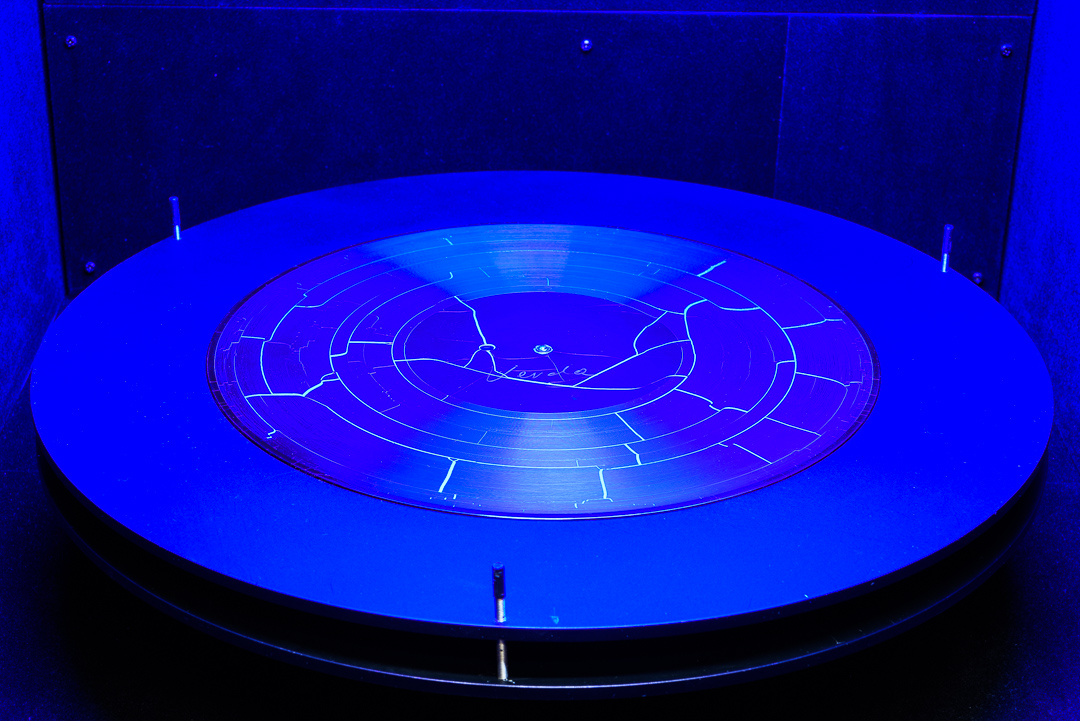
Dispositif de photographie
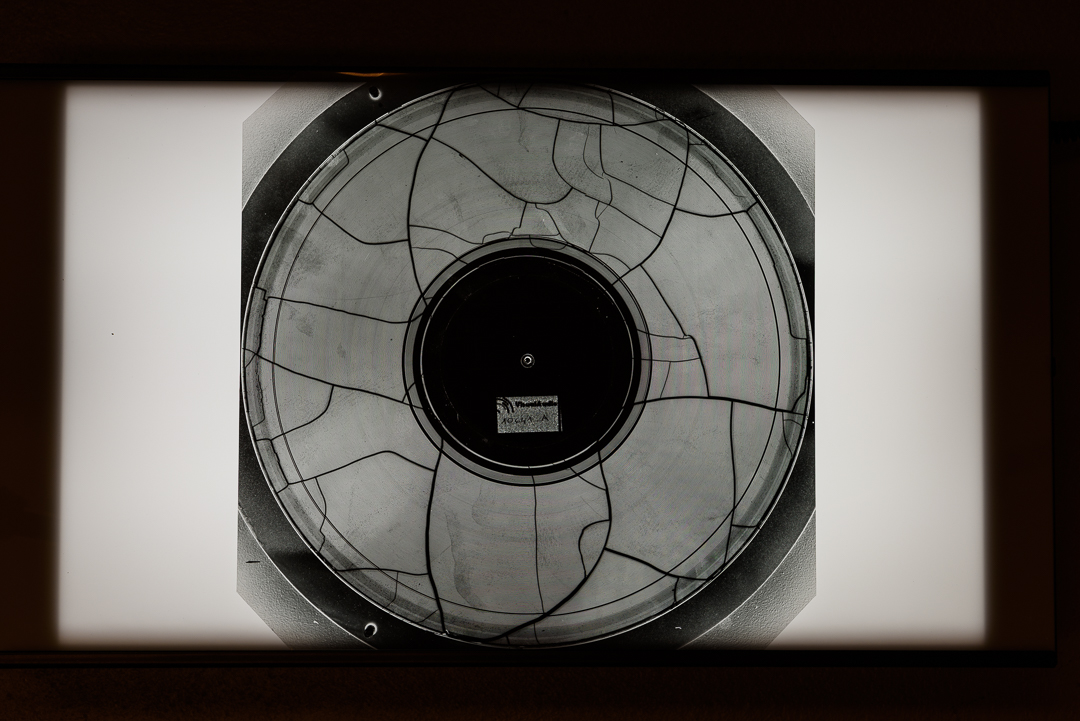
Photo d'un disque brisé
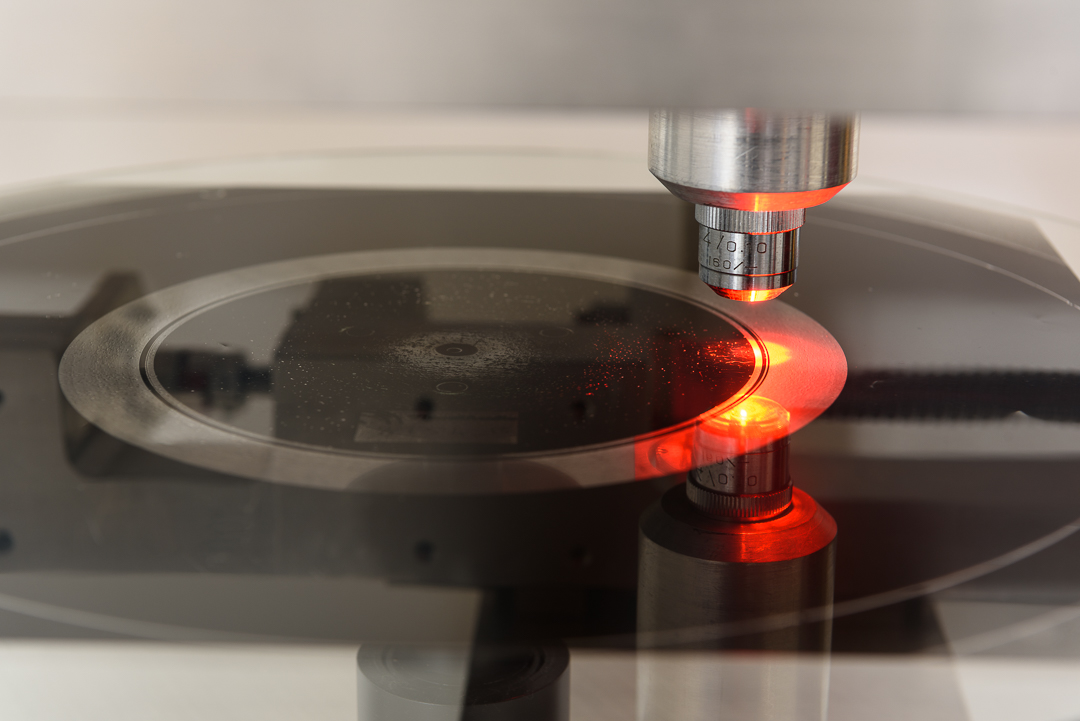
Scannage circulaire